# Dániel Tőzsér
Dániel Tőzsér (ur. 12 maja 1985 w Szolnoku) – węgierski piłkarz występujący na pozycji pomocnika. Od 2016 jest zawodnikiem klubu Debreceni VSC.

## Kariera klubowa
Tőzsér profesjonalną karierę rozpoczynał w klubie Debreceni VSC. Debiut w pierwszej lidze zaliczył w 2002 roku. Był to, jednak jedyny mecz rozegrany przez niego w tamtym sezonie.
W 2003 przeszedł do tureckiego Galatasaray SK. Nie zdołał tam się jednak przebić, nawet na ławkę rezerwowych, w efekcie czego ani razu nie zagrał w barwach tego klubu. Powrócił, więc do ojczyzny, a konkretnie do Ferencvárosi TC. Szybko wywalczył sobie tam miejsce w wyjściowej jedenastce. W pierwszym sezonie wywalczył z klubem wicemistrzostwo Węgier, a w kolejnym zajął z nim szóste pozycję w Borsodi Liga.
W 2006] roku przeniósł się do greckiego AEK Ateny. Wraz z ekipą Enosis dwukrotnie zajmował drugie miejsce w Alpha Ethniki. Po dwóch latach spędzonych w Helladzie, za półtora miliona euro odszedł do belgijskiego Racingu Genk. W barwach nowej drużyny zadebiutował 17 sierpnia 2008, w zremisowanym 1-1 pojedynku z Germinalem Beerschot. W sezonie 2008/2009 zdobył z Genkiem Puchar Belgii, a w sezonie 2010/2011 wywalczył mistrzostwo Belgii.
Latem 2012 Tőzsér został zawodnikiem Genoi. W sezonach 13/14 i 14/15 był wypożyczony do Watford. W sezonie 2015/2016 grał w Queens Park Rangers. Latem 2016 wrócił do Debreceni VSC.
| Sezon   | Klub                     | Kraj   | Rozgrywki         | Mecze | Bramki |
| ------- | ------------------------ | ------ | ----------------- | ----- | ------ |
| 2002/03 | Debreceni VSC            | Węgry  | Borsodi Liga      | 1     | 0      |
| 2003/04 | Galatasaray SK           | Turcja | Turecka Superliga | 0     | 0      |
| 2004/05 | Ferencvárosi TC          | Węgry  | Borsodi Liga      | 27    | 1      |
| 2005/06 | Ferencvárosi TC          | Węgry  | Borsodi Liga      | 27    | 2      |
| 2006/07 | AEK Ateny                | Grecja | Alpha Ethniki     | 22    | 0      |
| 2007/08 | AEK Ateny                | Grecja | Alpha Ethniki     | 4     | 0      |
| 2008/09 | Racing Genk              | Belgia | Jupiler League    | 25    | 2      |
| 2009/10 | Racing Genk              | Belgia | Jupiler League    | 34    | 5      |
| 2010/11 | Racing Genk              | Belgia | Jupiler League    | 39    | 8      |
| 2011/12 | Racing Genk              | Belgia | Jupiler League    | 30    | 3      |
| 2012/13 | Genoa CFC                | Włochy | Serie A           | 22    | 0      |
| 2013/14 | Watford                  | Anglia | Championship      | 20    | 0      |
| 2014/15 | Watford                  | Anglia | Championship      | 45    | 5      |
| 2015/16 | Queens Park Rangers F.C. | Anglia | Championship      | 14    | 1      |

## Kariera reprezentacyjna
Tőzsér w reprezentacji Węgier po raz pierwszy zagrał 14 grudnia 2005, w meczu przeciwko Meksykowi, przegranym 0-2. Natomiast pierwszą bramkę w drużynie narodowej zdobył 13 października 2007, w pojedynku z Maltą.